# Macierz Morawska
Macierz Morawska (cz. Matice Moravská) – morawskie stowarzyszenie i wydawnictwo naukowe z siedzibą w Brnie, filia sekcji nauk historycznych Akademii Nauk Republiki Czeskiej.

## Historia
Założona w 1849 na terenie Moraw wchodzących wówczas w skład Cesarstwa Austriackiego. Jej powstanie przypada na ostatnią fazę czeskiego odrodzenia narodowego. Początkowo istniała pod nazwą Narodowego Stowarzyszenia świętych Cyryla i Metodego, którego członkami byli morawscy nauczyciele i pisarze. W 1853 roku stowarzyszenie zostało przemianowane na Macierz Morawską. W latach 90. XIX wieku organizacja, pod wpływem Frantiska Kameníčka, kładła nacisk na edycję książek z zakresu literatury i historii sztuki. W latach 50. XX wieku Macierz przetrwała falę rozwiązań wielu środowisk naukowych i kulturalnych dokonanych przez Komunistyczną Partię Czechosłowacji. W 1967 roku stowarzyszenie podporządkowano Czechosłowackiemu Towarzystwu Historycznemu. Od 1990 roku Macierz Morawska uzyskała autonomię. W 1994 roku dołączyła jako filia do nowo utworzonej sekcji historycznej Akademii Nauk Republiki Czeskiej.

## Działalność
Głównym zadaniem stowarzyszenia było promowanie literatury czeskiej. Stowarzyszenie wydawało książki w języku narodowym, wspierało i wyposażało w książki biblioteki. Od 1869 roku stowarzyszenie wydawało własną gazetę Czasopismo Macierzy Morawskiej (Časopis Matice Moravské). Pierwszym redaktorem naczelnym był Vincenc Brandl. Obecnie Macierz zrzesza około 200 specjalistów z różnych dziedzin nauki, których zadaniem jest badanie historii Moraw na tle historii Republiki Czeskiej. Do znanych członków i redaktorów należeli m.in.: Bohumil Navrátil, Stanislav Souček, Jan Janák, Josef Válka, Milan Myška, Jiří Kroupa, Jiří Malíř, Zdeněk Beneš i inni.